# Jonathan Phillips
Jonathan Phillips – brytyjski historyk mediewista.
Wykładowca University of London. Zajmuje się historią wypraw krzyżowych.

## Wybrane publikacje
- Defenders of the Holy Land: Relations Between the Latin East and the West, 1119-1187, 1996
- (antologia) The Second Crusade: Scope and Consequences, 2001
- The Crusades, 1095-1197, 2002
- (antologia) The Experience of Crusading: Defining the Crusader Kingdom, 2002
- The Fourth Crusade and the Sack of Constantinople, 2004
- The Second Crusade: Extending the Frontiers of Christendom, 2007
- A Modern History of the Crusades, 2010
- Une histoire moderne des croisades, 2010
- Sacri guerrieri: La straordinaria storia delle crociate, 2011
- Forthcoming Eugenius III and the Second Crusade, 2013
- Forthcoming Caffaro of Genoa and the Motives of Twelfth Century Crusaders, 2013
- Before the Kaiser: The Memory of Saladin and the Crusades in the Near East from the Fifteenth to the Nineteenth Centuries, 2013

## Publikacje przełożone na język polski
- Łaciński Wschód 1098-1291 [w:] Historia krucjat, red. nauk. Jonathan Riley-Smith, przeł. Katarzyna Pachniak, wstęp i konsult. nauk. wyd. pol. Janusz Danecki, Warszawa: "Vocatio" 2000, s. 123-154
- Druga krucjata. Rozszerzenie granic chrześcijaństwa, przeł. Norbert Radomski, Poznań: Rebis 2013
- Czwarta krucjata i złupienie Konstantynopola, Wydawnictwo Astra, 2017